# Fuad Aslanov
Fuad Elxan oğlu Aslanov (ur. 28 czerwca 1976 w Sumgaicie) – azerski bokser amatorski, brązowy medalista olimpijski z Aten (2004) w wadze muszej (do 51 kg).
Startował w wadze muszej na mistrzostwach Europy w 2004 w Puli, gdzie przegrał w ćwierćfinale z reprezentantem Polski Andrzejem Rżanym.
W sierpniu 2004 roku wystąpił na igrzyskach olimpijskich w Atenach. W pierwszej walce wygrał walkowerem z George’em Rakotoarimbelo z Madagaskaru, a w drugiej z Nikolozem Izorią z Gruzji.  W ćwierćfinale pokonał na punkty Andrzeja Rżanego, a w półfinale przegrał z Jérôme’em Thomasem z Francji, zdobywając brązowy medal. Wkrótce potem zakończył karierę.